# Hrabství Wexford
Hrabství Wexford (irsky Contae Loch Garman, anglicky County Wexford) je irské hrabství, nacházející se na jihovýchodě země v bývalé provincii Leinster. Sousedí s hrabstvími Wicklow a Carlow na severu a s hrabstvím Kilkenny na západě. Jižní pobřeží omývá Keltské moře.
Hlavním městem hrabství je Wexford. Hrabství má rozlohu 2353 km² a žije v něm přibližně 145 tisíc obyvatel.
Mezi zajímavá místa patří město Wexford, hrad v Enniscorthy či poloostrov Hook. Na území hrabství se též nachází přístav Rosslare, odkud vyplouvají trajekty do waleských přístavů Pembroke a Fishguard a francouzských přístavů Cherbourg, Le Havre a Roscoff.
Dvoupísmenná zkratka hrabství, používaná zejména na SPZ, je WX.